# Láliš

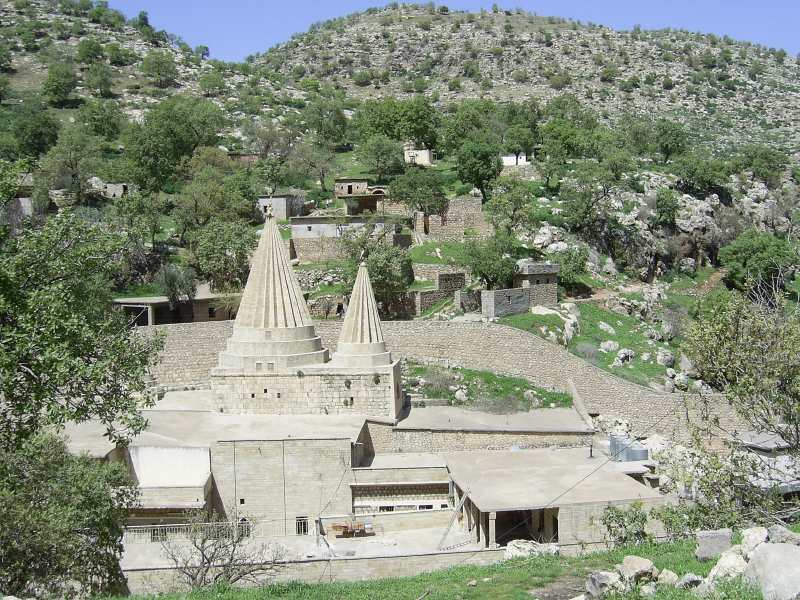
Svatyně v Láliši

Láliš (kurdsky Laliş) je horské údolí, které se nachází v Šechanském distriktu guvernorátu Ninive v Iráku, asi 60 km severovýchodně od Mosulu. Nachází se zde svatyně a hrobka šejcha Adího ibn Musáfira, nejvýznamnějšího náboženského vůdce jezídů. Jezídové navštěvují svatyni během jejich nejvýznamnějšího svátku Slavnosti shromáždění, která se koná na podzim 6. až 13. října; ale i jindy. Každý jezíd by měl alespoň jednou za život vykonat pouť do této svatyně. U vstupu do údolí je most Pírá silát (Most přímé cesty), který tvoří hranici mezi světským a posvátným územím, za ním musí poutníci zout boty a chodit bosí. Nachází se zde dva prameny, Bílý pramen (Kányjá spí) a jeskynní pramen Zamzam (Zemzem), který je prý pod zemí propojen s pramenem stejného jména v Mekce. V nich by se každý jezíd měl nejen nechat pokřtít, ale i po smrti by v něm měl být namočen jeho pohřební rubáš, aby mohl vstoupit do ráje. Z Láliše si poutníci odnášejí posvátnou půdu, která je s pomocí vody ze Zamzamu vytvarována do kuliček (berát). Jsou považovány za "posvátné kameny" a hrají důležitou roli v mnoha náboženských obřadech.

## V populární kultuře
V románu Karla Maye Divokým Kurdistánem je Láliš (pod názvem Šejk Adí) popsán jako místo, kde se odehraje bitva mezi jezídy a tureckým vojskem.

## Galerie

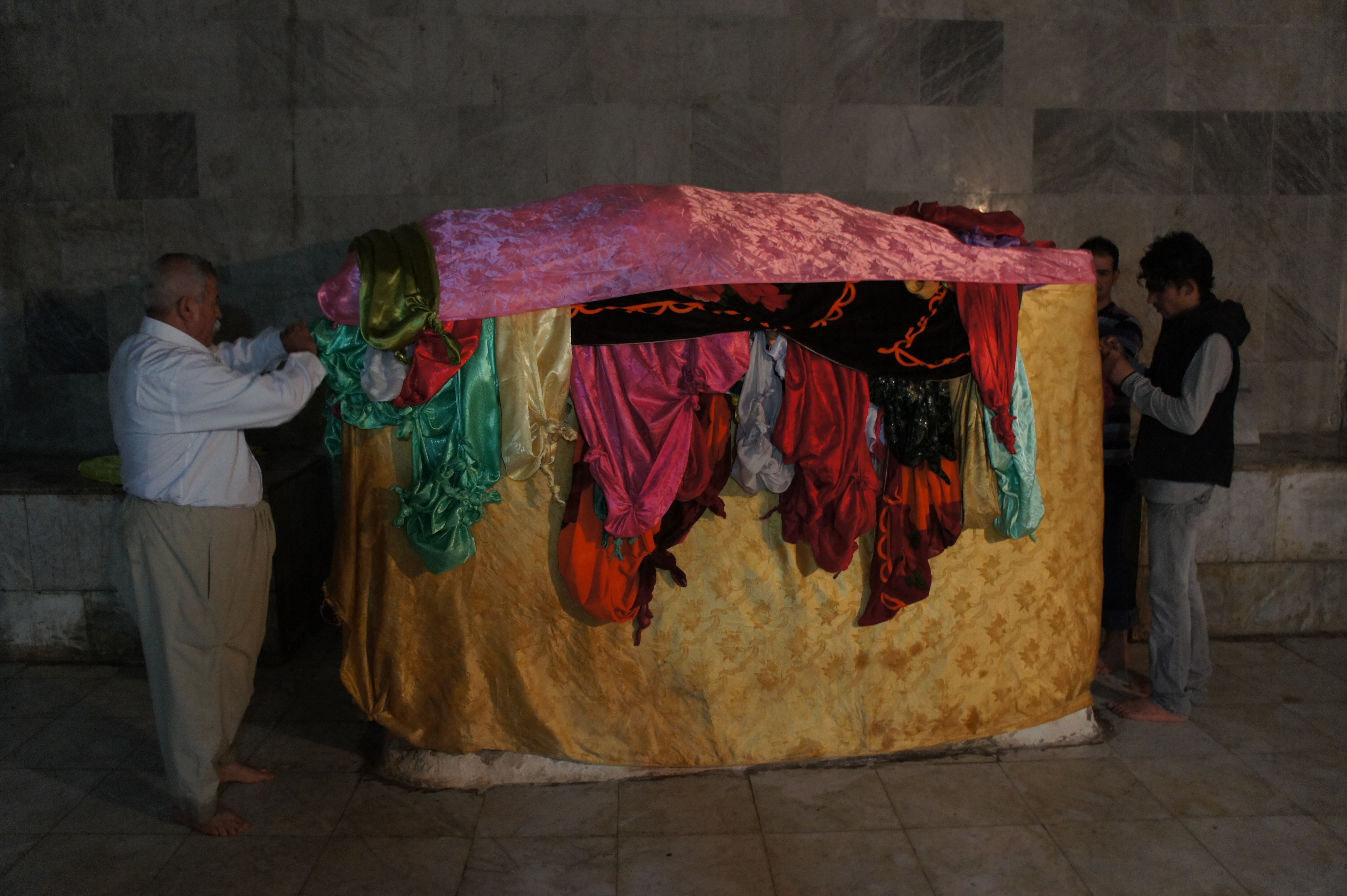
Náhrobek Šejcha Adího pokrytý drahým šatstvem
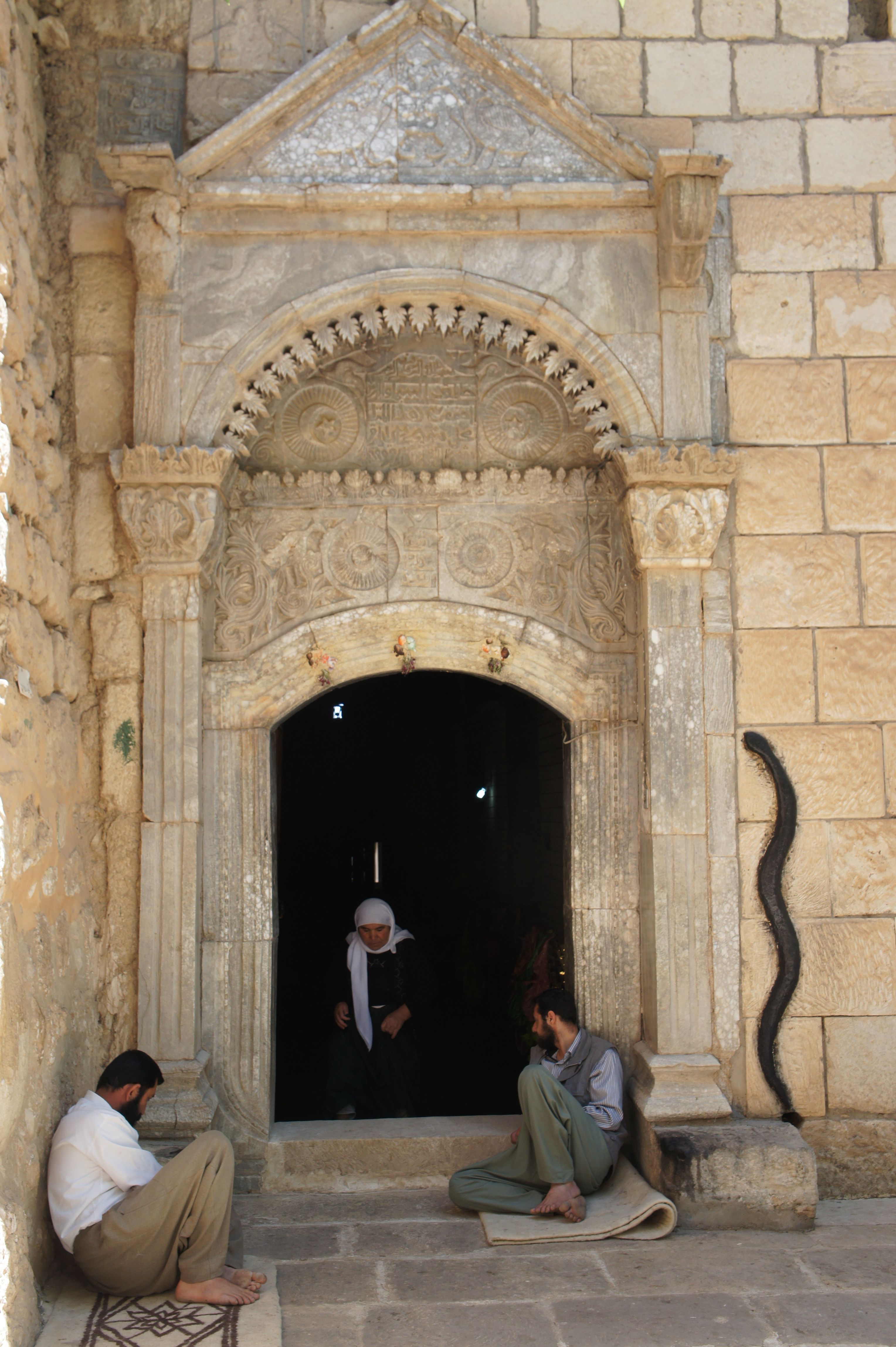
Vstup do svatyně
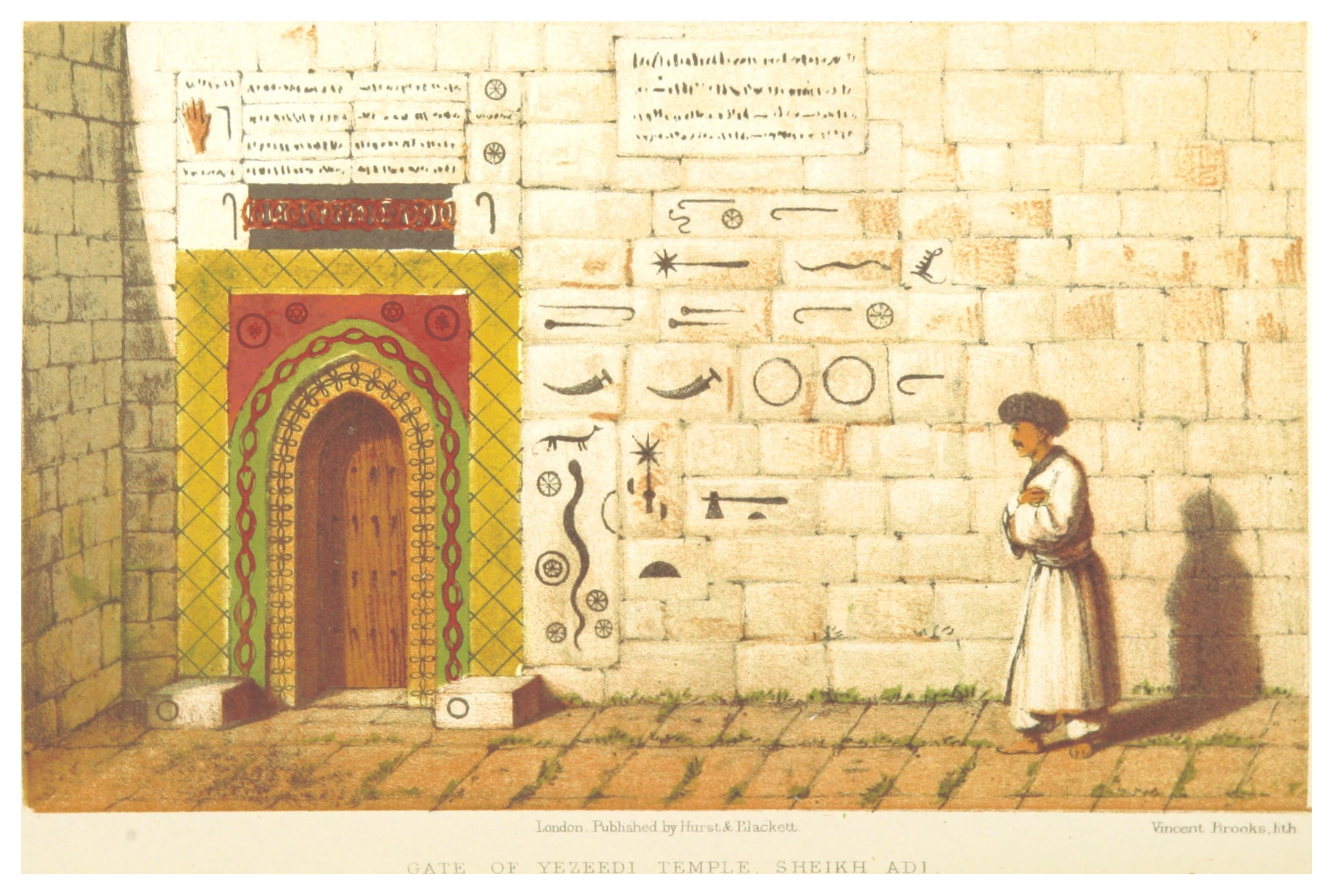
Vstup do svatyně - ilustrace z roku 1865